# Antonio Astesano
Antonio Astesano (Villanova d'Asti, 1412 – Asti, 1º maggio 1463) è stato uno scrittore e poeta italiano.

## Biografia
Nacque nel 1412 a Villanova d'Asti da una nobile famiglia astigiana, legata politicamente ai guelfi Solari.
In seguito alla cacciata delle famiglie guelfe astigiane intorno al 1339, da parte del marchese Giovanni II del Monferrato, alleato del consorzio astigiano ghibellino dei De Castello, una parte della famiglia dell'Astesano si trasferì a Villanova, e una parte si trasferì a Lodi.

L'esilio costrinse il padre Pietro a svolgere, oltre che l'attività notarile, anche quella di insegnante di grammatica latina e geometria.
I primi insegnamenti scolastici dell'Astesano avvennero presso la scuola di Simone Tronzano a Trino, dove perfezionò lo studio degli autori latini.
Nel 1429, spinto da un suo parente, il padre carmelitano Antonio Ferrario, si trasferì a Pavia per studiare medicina presso la locale Università, ma nel primo periodo seguì principalmente le lezioni degli umanisti Lorenzo Valla e Maffeo Veglio, la logica e la filosofia aristotelica.
Dopo due anni, al momento di cimentarsi con le nozioni mediche, l'ateneo pavese fu costretto a chiudere per la peste.

L'Astesano fuggì in un primo tempo a Genova, dove divenne educatore di giovani nobili, poi, una volta che il morbo raggiunse la città, si trasferì a Savona e da qui a piedi arrivò a Mondovì attraverso l'appennino ligure.

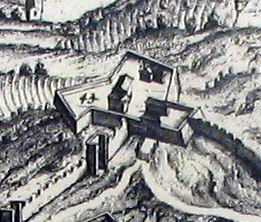
Castello di Monterainero, part.Theatrum Statuum Sabaudiae, 1682 Amsterdam, tipografia Blaeu

Tornò a Villanova nel Natale del 1431. Dopo pochi mesi accettò l'incarico di direttore della scuola di grammatica e di retorica ad Asti subentrando all'umanista Giacomo Claverio, e nel 1433 venne richiamato a Pavia con l'incarico di lettore e docente di autori classici.
Nel 1447 Carlo d'Orléans, fatto prigioniero ad Agincourt e tenuto prigioniero dagli inglesi fino al 1440, nell'intento di raggiungere la contea di Asti (ereditata dalla madre, Valentina Visconti), incontrò a Villanova l'Astesano, che gli dedicò un componimento poetico.
Il 26 ottobre dello stesso anno il duca fece il solenne ingresso in Asti. Nell'occasione l'Astesano venne nominato capitano del Castello di Monterainero, che sorgeva nel Borgo Santa Maria Nuova e in seguito alle sue doti umanistiche e letterarie divenne segretario ducale

Nel 1448, seguì l'Orléans a Blois rimanendo in Francia per molti anni, certamente fino al 1453.
Esistono ancora documenti dell'Astesano datati 1455 e 1457 e 1458. Le Carte del fondo Orleanese della contea di Asti ne registrano la morte il 1º maggio 1463.

## Le opere
Nel corso del Quattrocento, Antonio Astesano, con Bartolomeo Pascali, Facino Tiberga e Giovanni Gauteri, fu uno dei protagonisti dell'Umanesimo piemontese.

### Il Carmen
L'opera principale di Antonio Astesano è il Carmen de varietate fortunae, sive de vita et gestis civium astensium, (1450-1453) poema in distici elegiaci latini (un esametro e un pentametro), suddiviso in sei libri articolato in capitoli che tratta della storia di Asti, dalla sua fondazione, fino al 1339 (anno dell'esilio della famiglia Astesano).
Scopo dell'autore fu quello di scrivere storia in poesia.
È probabile, che l'Astesano, si sia documentato sui precedenti scritti di Ogerio Alfieri (1230-1294) e Guglielmo Ventura (1250-1325), inoltre è probabile che abbia consultato il Codex Astensis, fatto redigere dai Visconti nel primo quarto del XV secolo.
L'Astesano narra anche vicende non contenute negli scritti degli autori locali, come la leggendaria fondazione di Asti per opera di Brenno, la leggenda di San Secondo, l'ascesa di Aleramo del Monferrato, le gesta del Barbarossa, la guerra civile tra i guelfi e i ghibellini astigiani.
Sotto l'aspetto stilistico, A. Tallone, nell'introduzione della seconda traduzione del Carmen datata 1908, cita il critico francese Le Roux de Lincy che considera i versi latini dell'Astesano puri come quelli di Poliziano e li paragona ai versi di Ovidio. Secondo Natale Ferro, queste affermazioni non sono sempre vere, ma possono corrispondere a verità in alcuni passi del poema.

### Scritti minori
- De origine et de vario regimine civitatis Mediolani-Libellus ex diversis cronicis extractus, in prosa latina, datato 1448, dedicato a re Carlo VII di Francia, per convincerlo ad appoggiare il cugino Carlo, duca d'Orléans alla successione del ducato di Milano
- Poesie di Carlo d'Orléans, tradotte in latino da Antonio Astesano (1457)
- Quattro libri di elegie latine, dedicate ai marchesi del Monferrato (1448)
- Tre libri di Epistolae Haeroicae, dedicati a Carlo d'Orléans, al marchese di Saluzzo, a Giovanni d'Angoulême
- De admirabile candide crucis apparitione apud Baionam, poema (Sulla ammirabile apparizione di una croce bianca a Baiona durante un assedio), datato Tours, febbraio 1452
- De re funerea, poema a Tommaso Francesco Greco, medico regio (1461)
- Epitaffio in onore di suo padre Pietro.
- Summa de casibus conscientiae. Johannes Mentelin, Straßburg 1473 digitale

### L'epistolario
Presso l'Archivio storico del comune di Asti (Palazzo Mazzola), è presente nei documenti Orleanesi, una raccolta di lettere scritte da Antonio Astesano.

- Sei lettere firmate dal Duca d'Orléans, scritte e controfirmate dall'Astesano, furono inviate da varie località francesi tra gli anni 1448-1453.
- Due lettere controfirmate Antonius, inviate dal duca al governatore di Asti Giovanni Foucault (1460) e al commissario ducale Guglielmo Borellerio (1462)

## La famiglia Astesano
postquam nostra Domus Astensi ex urbe recessit, 

et fuit in Villam tota reducta Novam, 

Astesana fuit tribus appellata fubinde...»

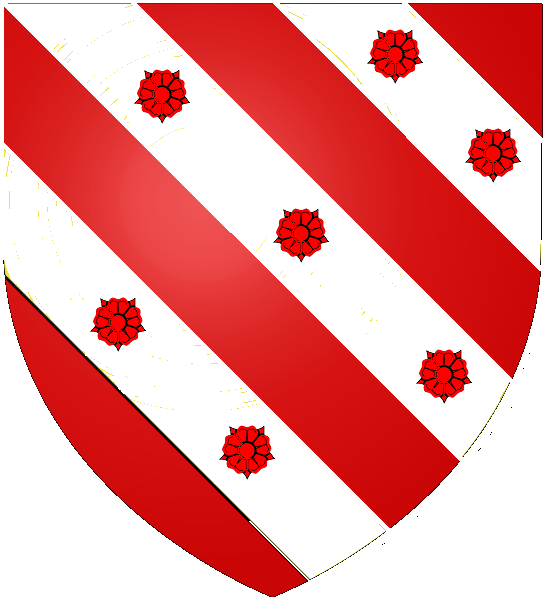
Stemma della famiglia Astesano

si ritirò dalla città di Asti e si rifugiò

al completo nel villaggio di Villanova,

poi fu definita astesana....»
Gli Astesano, fuggiti da Asti, raggiunsero il paese, di Villanova.

A Villanova, per il suo luogo d'origine, la famiglia venne soprannominata Astesana.

In seguito un ramo della famiglia si trasferì a Lodi.

È curioso notare che l'Astesano cita nel suo Carmen che raggiungendo durante i suoi viaggi la città di Lodi, si imbatté in un'abitazione che recava il suo stesso stemma gentilizio. 

Scoprì che le persone che vi abitavano appartenevano alla sua famiglia ed a Lodi erano chiamati Villanova.

Uno dei fratelli di Antonio, Nicolò, più giovane di lui (nato nel 1431), divenne anch'egli segretario ducale del duca di Orléans (1469).

Tra i discendenti della famiglia Astesano, si trova Claudio Astesano, nato a Saint-Jean-de-Maurienne, senatore di Savoia (1726), primo presidente del Senato di Savoia (1749).